# Bottegone (Pistoia)
Bottegone è un sobborgo  di Pistoia, situato a circa 6 km a sud del centro cittadino, a 45 m s.l.m.

La storia dell'abitato, nato nel basso medioevo, è strettamente legata a quella di Pistoia, nelle cui vicende interne venne spesso coinvolto, come nel caso della lotta tra le famiglie Panciatichi e Cancellieri.
Oggi comprende i territori legati alle comunità parrocchiali di San Michele Arcangelo, San Biagio a Piuvica, San Sebastiano a Piuvica e Badia a Pacciana.
Alla fine degli anni cinquanta vi abitavano circa 2 000 persone, originarie del luogo e dedite ad attività agricole, mentre nei due decenni successivi si stabilirono nel paese le industrie della MAS e della "Fratelli Franchi". Lo sviluppo economico diede impulso ad una notevole immigrazione dalle province di Arezzo e Perugia e dall'Italia meridionale. I nuovi arrivati si sono integrati progressivamente nella società locale e la crescita demografica si è svolta armoniosamente, senza dar luogo a conflitti o tensioni sociali.
Negli anni ottanta la costruzione di aree di edilizia popolare e residenziale ha dato ulteriore impulso alla crescita, con nuovi abitanti provenienti da altre zone del comune o della provincia. A questi si sono aggiunti molti
immigrati, attirati dalle possibilità di impiego nelle attività vivaistiche, che hanno sostituito progressivamente le tecniche agricole tradizionali. La crescita della popolazione ha raggiunto i 6 000 abitanti con previsione di ulteriore crescita, facendo si che Bottegone ad oggi formi una delle zone più popolose dell'area suburbana di Pistoia.
| Controllo di autorità | VIAF (EN) 134612183 · GND (DE) 10014344-1 |